# Avenue Raymond-Badiou
L'avenue Raymond-Badiou (en occitan : avenguda Raymond Badiou) est une voie de Toulouse, chef-lieu de la région Occitanie, dans le Midi de la France.

## Situation et accès

### Description
L'avenue Raymond-Badiou est une voie publique. Elle se trouve dans le quartier de Casselardit, dans le secteur 2 - Rive gauche.

### Voies rencontrées
L'avenue Raymond-Badiou rencontre les voies suivantes, dans l'ordre des numéros croissants (« g » indique que la rue se situe à gauche, « d » à droite) :
1. Avenue de Grande-Bretagne
2. Rue Paulette-Libermann (g)
3. Allée Joséphine-Baker (g)
4. Rue Jeannette-Mac-Donald (d)
5. Esplanade Johnny-Hallyday (g)
6. Rue Jean-Guiméra (d)
7. Rue Roger-Sicre (d)
8. Rue André-Savès (d)
9. Place Agnès-Varda (d)
10. Rue Thomas-Dupuy (d)
11. Rue du Lieutenant-Guy-Dedieu (d)
12. Rond-point des Médaillés-Militaires (d)
13. Voie du TOEC

## Odonymie

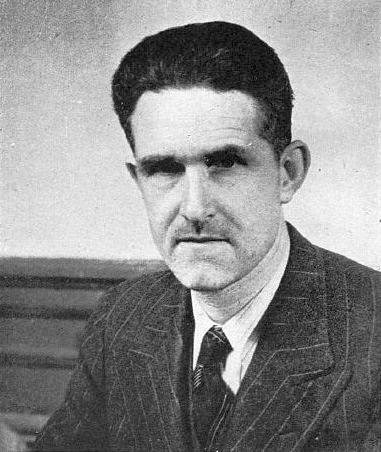
Portrait de Raymond Badiou en 1944 (Bulletin municipal, archives municipales).

L'avenue est nommée en hommage à Raymond Badiou (1905-1996). Fils d'un instituteur et d'une institutrice, il est lui-même normalien et devient professeur de mathématiques et il enseigne au lycée de Rochefort en 1928, puis au lycée Gouraud de Rabat en 1929 et au lycée Lyautey de Casablanca en 1937. Il s'engage parallèlement politiquement et adhère à la SFIO en 1934. Pendant la Seconde Guerre mondiale, il est mobilisé dans la défense contre l'aviation. Renvoyé en métropole, il est nommé en 1941 au lycée de Toulouse. Il s'engage dans la Résistance et intègre le Comité départemental de libération de la Haute-Garonne, qui désigne Raymond Naves comme maire provisoire de Toulouse après la libération de la ville mais, après la capture de ce dernier en février 1944, Raymond Badiou est désigné pour le remplacer. Le 13 mai 1945, il est élu maire et, les 2 juin et 10 novembre 1946, il est également élu député de la Haute-Garonne. En désaccord avec les positions de la SFIO sur la guerre d'Algérie dès 1956, et opposé au retour de Charles de Gaulle, il fonde le Parti socialiste autonome (PSA) et démissionne de son mandat de maire en 1958. Il perd les élections municipales suivantes et reprend son activité de professeur au lycée de Toulouse. Il conserve une activité politique locale au sein du PSA, puis du Parti socialiste unifié (PSU) en 1960.

## Patrimoine et lieux d'intérêt

### Établissements d'enseignement
- no  3 : Institut catholique d'arts et métiers.
- no  15 : lycée des métiers de l'hôtellerie et du tourisme d'Occitanie.

- no  18 : École de Condé Toulouse. 
L'École Axe Sud est une école supérieure privée spécialisée dans les arts graphiques et la communication visuelle fondée en 1989 à Marseille. Elle ouvre le site de Toulouse en 2004 et occupe dès lors un immeuble de la rue des Amidonniers (actuel no 9). En 2018, Axe Sud fusionne avec l'École de Condé, une école supérieure privée fondée en 1989 à Paris qui fait partie du groupe AD Education. L'École de Condé est désormais présente sur huit campus à Bordeaux, Lyon, Marseille, Nancy, Nice, Paris, Rennes et Toulouse[2]. 
L'École de Condé Toulouse propose des formations dans les domaines du design, de l'illustration-animation, de la photographie et de la restauration du patrimoine. Il investit en 2019 une partie de l'immeuble Sensations Urbaines, construit entre 2017 et 2019 à l'angle de la rue Thomas-Dupuy (actuels no 15-19).